# Lithosia unipunctata
Lithosia unipunctata là một loài bướm đêm thuộc phân họ Arctiinae, họ Erebidae.